# 1950 au Nouveau-Brunswick
Chronologie du Nouveau-Brunswick
- 1946
- 1947
- 1948
- 1949
- 1950
- 1951
- 1952
- 1953
- 1954

Cette page concerne des événements d'actualité qui se sont produits durant l'année 1950 dans la province canadienne du Nouveau-Brunswick.

## Événements
- 9 janvier : le libéral William N. Campbell remporte l'élection partielle de Charlotte à la suite de la nomination de James Joseph Hayes Doone au sénat à Ottawa, le 25 juin 1949.
- 29 juillet : ouverture officielle du parc national de Fundy.

## Naissances
- 31 mars : Clay Borris, acteur
- 7 avril : Rose Després, comédienne, interprète, musicienne et poétesse.
- 19 mai : Rino Morin Rossignol, écrivain.
- 28 juin : Jeannot Volpé, député.
- 24 juillet : Ulysse Landry, auteur-compositeur-interprète, poète et romancier.
- 31 août : Donald McGraw, peintre.
- 17 octobre : David Adams Richards, auteur.
- 18 octobre : Wally Stiles, contrôleur des finances, acériculteur, député et ministre.
- 27 octobre : Gord Gallant, joueur de hockey sur glace.
- 12 décembre : Donald Gay, député.
- 14 décembre : Clarence LeBreton, historien.

## Décès
- 7 avril : Antoine Léger, député et sénateur.
- 27 avril : George Burpee Jones, député, ministre et sénateur.
- 28 mai : René-Arthur Fréchet, architecte.